# Skabelsesmyten i Shinto
Skabelsesmyten i Shinto skildrer  dannelsen af den japanske øgruppe  mytologisk, som virkningen af to guder Izanagi ( "ham som inviterer") og Izanami ( "hende der er inviteret") . Samspillet mellem de to avler øerne Japan og  en gruppe af kami. 
I begyndelsen var jorden ung og ufærdig (beskrives som olielignende, drivende for strømmen som en vandmand). Det hele startede med en lang række himmelske kamier og en generation bestående af 5 Guder kom til. Derefter fulgte syv generationer af himmelske guder og gudinder. Deriblandt var det første japanske menneskepar: Izanagi (som er mænd), hans søster og kone: Izanami (som er kvinder).
Izanagi og Izanami skaber de japanske øer og den himmelske søjle. Derpå besluttede de at mangfoldiggøre sig. Izanagi spurgte sin søster, hvordan hendes krop var indrettet. Hun svarede, at hun på ét sted var ufuldkommen. Izanagi svarede så, at han på et sted var overfuldkommen, og foreslog, at de forende disse to legemsdele. Det guddommelige par opfandt et ægteskabsritual: De gik begge rundt om den himmelske søjle og havde derefter samleje.
Det viser sig, at deres førstefødte var den deforme Hiruko (”Iglebarnet”). Det ulykkelige par anbragte det i en sivbåd og overgav det til havet. De anskuede, at Iglebarnets fødsel skyldes, at Izanami havde talt som den første under parringsritualet. Anden gang lykkedes det og Izanamis fødsel blev mangfoldig. Da hun føder ildguden bliver hendes underliv så forbrændt, at hun bliver syg og dør.
Izanagis tårer blev til endnu flere guder. I hans fortvivlelse over Izanamis død, halshugger han ildguden, som var årsag til hans elskede kones død. Ildgudens jordiske rester bliver til endnu en gruppe guder.
Izanagi beslutter at besøge hans kone i Yomi, de dødes land i underlandet. Da Izanagi fandt sin elskede kone, var hun indrammet i skygge, og hun advarede ham mod at se hende. Han så til sin rædsel, at Izanami var et rådnende, maddikebefængt lig.
Izanagi følte sig tilsmudset efter sine oplevelser i Yomi, og besluttede at rense sig på den gamle japanske måde: ved et bad. Endnu flere guder blev skabt, nogen fra hans aflagte tøj, andre af hans øjne og en af hans næse. En af guderne, Susa-no-o, forærede han oceanet. Susa-no-o græd og ville hellere være hos sin mor. Dette førte til, at guden blev forvist og Izanagi trak sig tilbage og steg til himmels.